# Eduard Perings
Verleihung des Ehrenring der Stadt Bochum an Professor Perings, 1989

Link zum Bild

Eduard Perings (* 3. Dezember 1930 in Oberhausen; † 1. Februar 2006) war ein deutscher Mediziner und Prorektor der Ruhr-Universität Bochum.

## Leben
Eduard studierte Medizin und wurde 1961 mit der Arbeit Der Einfluß von Kalium und Adenosintriphosphat auf das Aktionspotential des Froschmyokards an der Albert-Ludwigs-Universität Freiburg promoviert. 1969 habilitierte er sich mit der Schrift Experimentelle und klinische Untersuchungen zur immunosuppressiven Therapie mit Azathioprin an der Georg-August-Universität Göttingen.
Perings war von 1981 bis 1989 Prorektor für Forschung der RUB und zugleich der erste Professor der klinischen Medizin überhaupt, der dem Rektorat angehörte. Durch das Engagement von Perings erreichte die Ruhr-Universität Bochum einen internationalen Ruf und die Zuweisung von Sonderforschungsbereichen (SFB). Die Ansiedlung des Technologiezentrum Ruhr (TZR) im Umfeld der Universität war ebenfalls sein Erfolg.
Eduard Perings war langjähriger Chefarzt des St. Josef-Hospitals Bochum-Linden, welches sich aber im Jahre 1989 von ihm trennte.

## Auszeichnungen
- 1989: Ehrenring der Stadt Bochum[1]